# نسخه جدید رومن (ترانه)
«نسخه جدید رومن» ترانه‌ای از هنرمند اهل ترینیداد و توباگو نیکی میناژ، لیل وین است. این ترانه در آلبوم جمعه صورتی: نسخه جدید رومن قرار داشت.